# Janusz Piechocki
Janusz Witold Piechocki (ur. 30 sierpnia 1950 w Olsztynie) – polski inżynier elektryk, nauczyciel akademicki oraz prorektor.

## Życiorys
Syn Witolda Piechockiego (1922–1987) i starszy brat Stanisława Piechockiego. Maturę zdał w olsztyńskim I Liceum Ogólnokształcącym im. Adama Mickiewicza. Studia ukończył na Wydziale Elektrycznym Politechniki Gdańskiej w 1973 roku jako inżynier elektryk. Po studiach wrócił do Olsztyna i podjął pracę w Olsztyńskich Zakładach Opon Samochodowych (OZOS). Otrzymał propozycję pracy na uczelni i został w 1976 roku asystentem na Akademii Rolniczo-Technicznej (ART). Na studiach zaangażował się w ruch turystyczny. Na początku lat 70. współorganizował wspólny rajd turystyczny studentów Politechniki Gdańskiej i ART. Jest honorowym prezesem Akademickiego Klubu Turystycznego. W 1999 roku został wykładowcą akademickim na Uniwersytecie Warmińsko-Mazurskim (UWM) w Olsztynie.
Doktorat obronił w 1981 roku w Lublinie. Tytuł naukowy doktora habilitowanego (dr hab.) nauk technicznych, specjalność inżynieria rolnicza, otrzymał 25 maja 1998 na podstawie dysertacji Metoda badania energochłonności przetwórstwa mleka przedłożonej w Instytucie Budownictwa, Mechanizacji i Elektryfikacji Rolnictwa w Warszawie. W dniu 16 grudnia 2004 Prezydent RP Aleksander Kwaśniewski wręczył Januszowi Piechockiemu nominację profesorską w dziedzinie nauk rolniczych. We wrześniu 2006 został odznaczony odznaką honorową Zasłużony dla Rolnictwa. Od 2008 roku był dziekanem Wydziału Nauk Technicznych (WNT) UWM oraz kierownikiem Katedry Elektrotechniki i Energetyki WNT. Zajmuje się energetycznymi aspektami produkcji żywności, zastosowaniem odnawialnych źródeł energii w rolnictwie i przemyśle spożywczym oraz gospodarką energetyczną.
Janusz Piechocki został powołany prorektorem ds. studenckich na kadencje w latach od 1999 do 2016 na UWM. Był dwukrotnie, ostatnio na kadencję 2011–2014, członkiem Komitetu Techniki Rolniczej Polskiej Akademii Nauk (PAN). W 2014 roku został honorowym wiceprezydentem CIGR, międzynarodowej organizacji zajmującej się biosystemami i inżynierią rolniczą. Jest wieloletnim członkiem olsztyńskiego oddziału Stowarzyszenia Elektryków Polskich.